# Palais Toaldi Capra
Palais Toaldi Capra est un ancien palais qui donne sur via Pasubio, dans le centre de la ville de Schio.

## Histoire
Le bâtiment, qui date du XIVe siècle était la demeure de la famille vénitienne Da Pozzo (d'où l’ancienne dénomination du palais Ca’ da Pozzo), mais il a été fortement réaménagé au cours des années et des siècles suivants, à la suite des différents changements de propriété et de fonction, si bien que le bâtiment actuel date, comme structure générale, du XVe siècle. Le palais  est resté à la famille Da Pozzo jusqu’en 1512 au moins et il est passé ensuite aux familles Toaldi avant et Capra après : vers le milieu du XVIIe siècle il appartenait très probablement à Giovan Battista Capra; ce dernier mettra en vente la demeure en 1668. Pendant la deuxième moitié du XVIIIe siècle il a été acheté par l'administration de Schio, qui en a fait le nouveau siège du Mont de Piété citoyen, précédemment situé auprès de la Loggia dei Battuti de San Giacomo. Il a accueilli ensuite la Mairie de Schio jusqu'à son déplacement au Palais Garbin en 1914. Pendant les vingt ans du régime fasciste, le palais a été siège de la 44e Legione Volontaria di Sicurezza Nazionale et, vraisemblablement, de toutes les structures liées à l'activité du parti, jusqu’à leur installation dans le Villino Rossi, en 1936. Après la Seconde Guerre mondiale il a accueilli les lycéens. En 1980 le palais a bénéficié d'interventions de conservation et de restauration faisant du palais le siège d’expositions et de conférences. 
Jusqu’aux années 1980, de manière inexacte, il était communément appelé « Palazzo Tron  ».

## Description

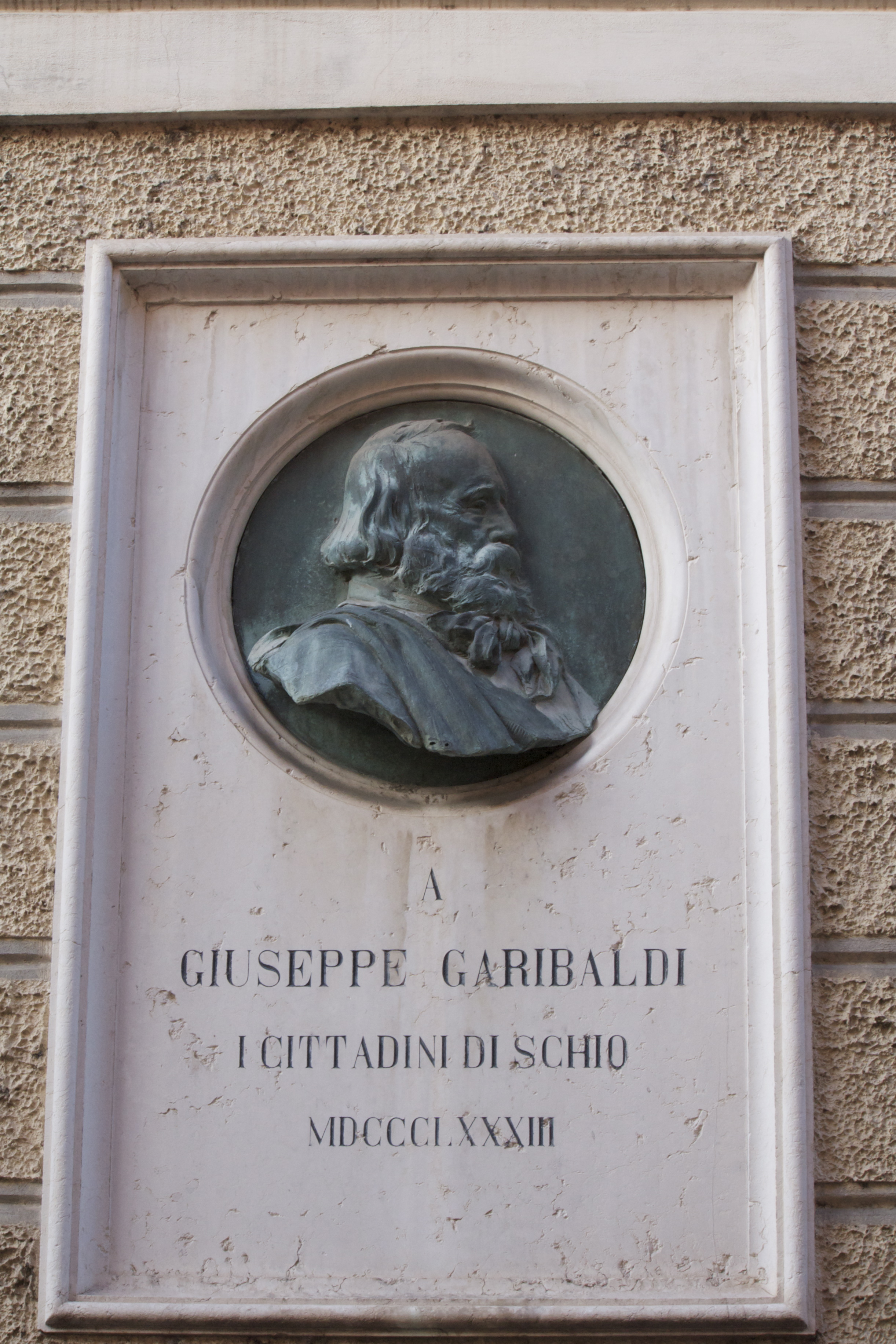
Le monument à Garibaldi muré sur la façade

À l’extérieur, le bâtiment est caractérisé par une légère asymétrie, qui dénonce son origine ancienne. Le rez-de-chaussée présente un plâtre brut décoré à rayures horizontales, les étages supérieurs présentent par contre une surface lisse. La façade est trouée par plusieurs fenêtres rectangulaires, jumelées et dotées d’un balcon dans la partie centrale, à baie unique dans les parties latérales de la façade. Le portail d’entrée est construit avec un arc en plein cintre en pierre. La façade du palais présente quelques éléments décoratifs: un buste en marbre de Niccolò Tron qui date de 1772, sculpté par Pietro Danieletti; un buste en bronze dédié à Giuseppe Garibaldi, enchâssé dans une corniche en marbre, œuvre de Carlo Lorenzetti qui date de 1882 et qui est connue en tant que premier monument conçu pour être dédié à Garibaldi. Enfin une pierre tombale rappelle ceux qui sont morts pour l’Unité d’Italie. Derrière le bâtiment, à la suite des travaux de restructuration des années 1980, l’espace à ciel ouvert a été transformé en une sorte de petite arène utilisée pour de différents types de spectacles. 
L’intérieur du bâtiment présente plusieurs pièces dont l’une, située au premier étage, est décorée avec des fresques, retrouvées pendant les travaux de rénovation, qui représentent des scènes de l’Evangile et qui datent du début du  XVe siècle.